# Ialysos (Rhodos)
Der Gemeindebezirk Ialysos (griechisch Ιαλυσός (f. sg.)) ist nach der antiken Stadt Ialysos benannt. Flächenmäßig ist Ialysos der kleinste Gemeindebezirk der griechischen Insel und Gemeinde Rhodos. Der Verwaltungssitz, heute Τριάντα Trianda (n. pl.) genannt, ist nach der Stadt Rhodos die zweitgrößte Stadt der Insel.

## Lage
Ialysos liegt an der Küste zur Straße von Rhodos im Nordosten der Insel, westlich des Kap Zonari. Nachbarbezirke sind die Stadt Rhodos im Osten, Kallithea im Südosten und Petaloudes im Südwesten und Westen.

## Mythologie
Der Sage nach sollen die drei Städte Lindos, Ialyssos und Kamiros von drei Brüdern jeweils gleichen Namens gegründet worden sein, bei denen es sich um Nachkommen des ältesten der Heliaden, die wiederum von Helios und seiner Frau der Nymphe Rhode abstammten, gehandelt haben soll.
Rhodos nahm mit neun Schiffen unter Führung des Tlepolemos am Krieg gegen Troja teil, wobei Homer die drei rhodischen Orte erwähnt, Lindos, Ialyssos und Kameiros. Dies wird unter anderem auch im Schiffskatalog des Homer erwähnt.

## Geschichte
Zahlreiche minoische Funde belegen, dass Rhodos bereits ab dem frühen 2. Jahrtausend v. Chr. von Kretern besiedelt wurde. Die minoische Siedlung von Ialysos zählte im 16. Jahrhundert v. Chr. zu den größten Städten der Ägäis. Ab ca. 1450 v. Chr. übernahmen mykenische Griechen vom Festland die Macht nicht nur auf Kreta, sondern auch nach und nach in kretischen Besitzungen, so auch auf Rhodos. Die minoische Siedlung bestand nach heutigem Forschungsstand bis weit ins 14. Jahrhundert (Periode Spätminoisch III A2) hinein, bis zu ihrem Ende sind die Funde jedenfalls stark minoisch beeinflusst.
Doch auch danach hatte Ialysos wahrscheinlich eine herausragende Bedeutung. Mario Benzi ist der Meinung, dass es – neben Milet an der Westküste Kleinasiens – der wichtigste mykenische Außenposten im östlichen Ägaisraum war. Ausgrabungen brachten u. a. die größte und reichste bislang bekannte mykenische Nekropole der ägäischen Welt zu Tage. Diese wurde bereits von den Bewohnern der minoischen Stadt benutzt. Von der zugehörigen mykenischen Siedlung wurden dagegen bisher nur geringe Reste entdeckt. Wahrscheinlich sind große Teile durch Erosion oder spätere Überbauung vernichtet worden.
Der erneute Aufstieg der Insel begann ab dem 11. Jahrhundert v. Chr., nachdem die Dorer sich auf Rhodos niederließen. Diese gründeten die drei Städte Ialysos, Kameiros und Lindos, die als eigenständige Poleis Rhodos beherrschten, bis sie sich zusammenschlossen, um 408 v. Chr. an der Nordspitze der Insel die Stadt Rhodos zu gründen. Die Bedeutung der drei Städte wurde nicht zuletzt dadurch unterstrichen, dass sie sich in der Hexapolis dem dorischen Sechsstädtebund zusammen mit Kos, Knidos und Halikarnassos, die beiden letzteren auf dem kleinasiatischen Festland gelegen, befanden.

## Filerimos
Auf dem Hügel Filerimos befand sich die Akropolis der antiken Stadt Ialysos. In der Ausgrabungsstätte sind die Fundamente eines Athene-Polias-Tempels, ein dorisches Brunnenhaus, ein kreuzförmiges Taufbecken und Fußbodenmosaik einer frühchristlichen Basilika, teilweise überbaut von einer Klosteranlage sowie Ruinen aus byzantinischer Zeit erkennbar. In der Höhlenkirche Agios Georgios befinden sich Fresken aus dem 15. Jahrhundert.

## Sonstiges
In Ialysos befindet sich die 1893 errichtete römisch-katholische Santa-Anna-Kapelle.